# Baculigerus litoris
Baculigerus litoris is een hooiwagen uit de familie Escadabiidae. De wetenschappelijke naam van Baculigerus litoris gaat terug op H. E. M. Soares.